# Graciosa (Azoren)
Graciosa (deutsch: zierlich) ist die zweitkleinste Insel der Azoren. Sie bildet zusammen mit Faial, Pico, São Jorge und Terceira die Zentralgruppe des Archipels und liegt in dessen Norden. Die Insel umfasst eine Fläche von 60,84 km² und hat eine annähernd ovale Form. Die größte Nord-Süd-Ausdehnung beträgt 10 Kilometer, die größte Ost-West-Ausdehnung 7 Kilometer. Hauptort der Insel ist Santa Cruz da Graciosa mit etwa 1.800 Einwohnern (Zensus 2011). In den letzten Jahren scheint die durch die rein landwirtschaftliche Wirtschaftsweise bedingte Arbeitsemigration gestoppt.

## Geschichte
Das genaue Datum der Entdeckung der Insel ist nicht bekannt, wenn auch einige Autoren behaupten, Graciosa sei am 2. Mai 1450 von dem Siedler Vasco Gil Sodré entdeckt worden.  Er stammte angeblich von der benachbarten und 30 Seemeilen entfernten Insel Terceira und ließ sich im Süden der Insel mit seiner Familie dauerhaft nieder. Durch die Ausfuhr von Getreide und Wein gelangte Graciosa bald zu einem bescheidenen Wohlstand, der immer wieder Piraten anlockte: In der Zeit nach der Besiedlung wurden insgesamt 13 Festungen erbaut, um die Insel vor Piratenüberfällen zu schützen. Im 19. Jahrhundert lebte auf Graciosa zeitweise der portugiesische Dichter der Romantik Almeida Garrett, und 1879 besuchte Prinz Albert von Monaco die Insel. Im 19. Jahrhundert waren Walfang und die Herstellung von Ziegeln bedeutende Wirtschaftsfaktoren. In den 1960er Jahren wurde die letzte Ziegelei geschlossen. Der Walfang wurde 1982 eingestellt.
Im 20. Jahrhundert, und deutlicher zwischen in den 1950er- bis 1970er-Jahren, erlebte die Insel einige Auswanderungswellen, insbesondere in die USA. Am 1. Januar 1980 richtete ein Erdbeben in den Orten Luz, Guadalupe und vor allem in Carapacho erhebliche Schäden an. Der Flughafen Graciosa wurde 1981 angelegt.
Im Jahr 2007 nahm die UNESCO die Insel Graciosa in die Liste der Biosphärenreservate auf.

## Verwaltung
Graciosa gehört als Teil der Autonomen Region Azoren zur Republik Portugal. Die Insel besteht aus nur einem Kreis (Concelho), der seinen Sitz im gleichnamigen Ort Santa Cruz da Graciosa hat.
Der Kreis wird durch vier Gemeinden gebildet:
| Lage | Freguesias (Gemeinden) | Einwohner | Fläche km² | Bevölkerungsdichte Einw. pro km² |
| ---- | ---------------------- | --------- | ---------- | -------------------------------- |
|      | Guadalupe              | 987       | 20,62      | 53                               |
|      | Luz                    | 631       | 11,70      | 58                               |
|      | Praia (São Mateus)     | 733       | 12,82      | 65                               |
|      | Santa Cruz da Graciosa | 1739      | 15,52      | 114                              |
|      | Graciosa               | 4393      | 60,84      | 72                               |

## Geografie
Die Insel ist vulkanischen Ursprungs und gilt als die trockenste und flachste der Azoren. 94 % ihrer Fläche liegen tiefer als 300 m. ü. d. M. Im Süden befindet sich mit 402 Metern Höhe die höchste Erhebung einer ausgedehnten Caldera. Die zweithöchste Erhebung Graciosas ist der 398 m hohe Pico Timão. Die Insel ist Teil des Mittelatlantischen Rückens, der sich in Nord-Süd-Richtung über den ganzen Nord-Atlantik erstreckt.
Graciosa ist weitgehend entwaldet. Das größte zusammenhängende Waldgebiet befindet sich zwischen Santa Cruz und Praia und bedeckt eine Fläche von nur wenigen Quadratkilometern.

## Wirtschaft
Heute ist Milchwirtschaft der bedeutendste Wirtschaftsfaktor der Insel. Etwa 2/3 der landwirtschaftlich nutzbaren Fläche werden von Wiesen und Weiden eingenommen, auf denen über 6000 Kühe weiden.  Die Milch wird in den lebensmittelverarbeitenden Betrieben der Insel größtenteils zu Käse verarbeitet, der bis auf das portugiesische Festland verschifft wird. Auf mit Lava-Bruchstein-Mauern windgeschützten Flächen werden auf dem fruchtbaren Boden hauptsächlich Mais und in geringerem Umfang Weizen, Zuckerrohr und Wein angebaut.
Auf der Entwicklung des Tourismus ruht die Hoffnung der Verwaltung der Insel, wobei Kultur- und Ökotourismus angestrebt werden. Der 1981 eröffnete Flughafen Graciosas wurde modernisiert und die Schiffsverbindungen zu den Nachbarinseln verbessert. Der wichtigste Hafen ist Praia (São Mateus).

## Energieversorgung
Zur Stabilisierung des elektrischen Inselnetzes ist auf Graciosa ein Batterie-Speicherkraftwerk installiert. Ein weiterer Ausbau der Erneuerbare-Energien-Anlagen ist dadurch möglich. Es wurden Photovoltaikanlagen mit einer Spitzenleistung von 1 MW und Windkraftanlagen mit einer Gesamtleistung von 4,5 MW installiert. Die durch Diesel erzeugte elektrische Energie konnte vom Jahr 2017 bis 2020 um 60 % reduziert werden.